# Soma amalgamada
Soma amalgamada, no contexto de Teoria das categorias, é a noção dual ao produto fibrado. Para obter o conceito dual, basta inverter as setas no diagrama do produto fibrado.